# シーマー
シーマーは、日本の競走馬、種牡馬である。当時は重賞が少なかったこともあり、重賞勝ち鞍は天皇賞（春）だけだが、種牡馬としては同期のマツミドリを超える成功を収めた。
※馬齢は旧表記（数え年）で統一する。

## 経歴
1947年3月23日に競走馬としてデビューしたが、4歳時のクラシックでは精彩を欠き、9戦3勝の成績で滑り込み出走した農林省賞典四歳馬（現・菊花賞）で、ブラウニー（櫻花賞も制したサラ系の牝馬）の5着が目立つ程度であった。
だが、古馬になって本格化を果たし、1948年5月16日開催の天皇賞（春）で大波乱の立役者となった。6頭立ての5番人気の低評価であったが、有力馬の体調不良にも助けられ最低人気のカツフジを鼻差で振り切り、レコードタイムでの逃げ切りで天皇賞優勝を果たした。その後は、次走こそカツフジに天皇賞の借りを返されたものの、引退レースでは3馬身差で勝利し、有終の美を飾り競走馬引退となった。
種牡馬となったシーマーは、早くも2年目の産駒からダイナナホウシユウ・タカオーの2頭が天皇賞馬となり、同競走親子制覇を成し遂げた。母の父としてもニットエイトが菊花賞・天皇賞（秋）を制覇している。
長く種牡馬として供用されていたが、老齢のために1972年に廃用となっている。

## 血統表
| シーマーの血統（ヘロド系 / Sierra=Sainfoin5×5=6.25% Ayrshire5×5=6.25%（父系）） | シーマーの血統（ヘロド系 / Sierra=Sainfoin5×5=6.25% Ayrshire5×5=6.25%（父系）） | シーマーの血統（ヘロド系 / Sierra=Sainfoin5×5=6.25% Ayrshire5×5=6.25%（父系）） | （血統表の出典）            | （血統表の出典）            |
| 父 *セフト Theft 1932 鹿毛                                                      | 父の父Tetratema 1917 芦毛                                                       | The Tetrarch                                                                    | Roi Herode                  | Roi Herode                  |
| 父 *セフト Theft 1932 鹿毛                                                      | 父の父Tetratema 1917 芦毛                                                       | The Tetrarch                                                                    | Vahren                      |                             |
| 父 *セフト Theft 1932 鹿毛                                                      | 父の父Tetratema 1917 芦毛                                                       | Scotch Gift                                                                     | Symington                   | Symington                   |
| 父 *セフト Theft 1932 鹿毛                                                      | 父の父Tetratema 1917 芦毛                                                       | Scotch Gift                                                                     | Maund                       |                             |
| 父 *セフト Theft 1932 鹿毛                                                      | 父の母Voleuse 1920 鹿毛                                                         | Volta                                                                           | Valence                     | Valence                     |
| 父 *セフト Theft 1932 鹿毛                                                      | 父の母Voleuse 1920 鹿毛                                                         | Volta                                                                           | Agnes Velasques             |                             |
| 父 *セフト Theft 1932 鹿毛                                                      | 父の母Voleuse 1920 鹿毛                                                         | Sun Worship                                                                     | Sundridge                   | Sundridge                   |
| 父 *セフト Theft 1932 鹿毛                                                      | 父の母Voleuse 1920 鹿毛                                                         | Sun Worship                                                                     | Doctorine                   |                             |
| 母 秀調 1936 黒鹿毛                                                             | 母の父大鵬 1929 黒鹿毛                                                          | *シアンモア Shian Mor                                                           | Buchan                      | Buchan                      |
| 母 秀調 1936 黒鹿毛                                                             | 母の父大鵬 1929 黒鹿毛                                                          | *シアンモア Shian Mor                                                           | Orlass                      |                             |
| 母 秀調 1936 黒鹿毛                                                             | 母の父大鵬 1929 黒鹿毛                                                          | *フリッパンシー Flippancy                                                       | Flamboyant                  | Flamboyant                  |
| 母 秀調 1936 黒鹿毛                                                             | 母の父大鵬 1929 黒鹿毛                                                          | *フリッパンシー Flippancy                                                       | Slip                        |                             |
| 母 秀調 1936 黒鹿毛                                                             | 母の母英楽 1930 栗毛                                                            | *チャペルブラムプトン Chapel Brampton                                           | Beppo                       | Beppo                       |
| 母 秀調 1936 黒鹿毛                                                             | 母の母英楽 1930 栗毛                                                            | *チャペルブラムプトン Chapel Brampton                                           | Mesquite                    |                             |
| 母 秀調 1936 黒鹿毛                                                             | 母の母英楽 1930 栗毛                                                            | 慶歌                                                                            | *ダイヤモンドウェッディング | *ダイヤモンドウェッディング |
| 母 秀調 1936 黒鹿毛                                                             | 母の母英楽 1930 栗毛                                                            | 慶歌                                                                            | 第四キーンドラー F-No.1-o   |                             |